# 苏维涅 (夏朗德省)
苏维涅（法語：Souvigné，法語發音：[suviɲe]）是法国夏朗德省的一个市镇，属于孔福朗区。

## 地理
苏维涅（45°58'16"N, 0°3'28"E）面积10.37 平方千米，位于法国新阿基坦大区夏朗德省，该省份为法国西部内陆省份，北起德塞夫勒省和维埃纳省，东临上维埃纳省，东南至多尔多涅省，南至多爾多涅省，西接滨海夏朗德省。
与苏维涅接壤的市镇（或旧市镇、城区）包括：贝塞、布雷特、库尔科姆、埃布雷翁、圣弗赖涅、蒂松、维勒法尼昂。

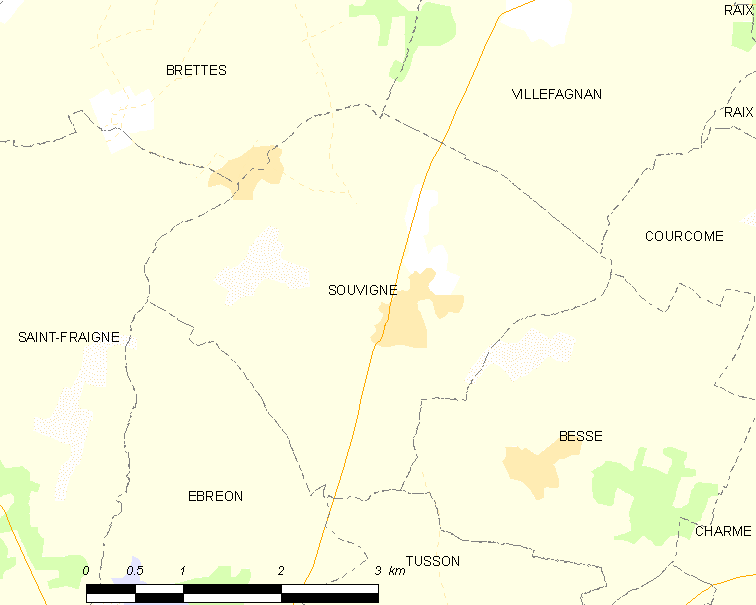
的OSM定位图

苏维涅的时区为UTC+01:00、UTC+02:00（夏令时）。

## 行政
苏维涅的邮政编码为16240，INSEE市镇编码为16373。

## 政治
苏维涅所属的省级选区为夏朗德北县。

## 人口

1962-2008年间人口变化图示

苏维涅于2022年1月1日时的人口数量为182人。